# San Lorenzo del Vallo
San Lorenzo del Vallo – miejscowość i gmina we Włoszech, w regionie Kalabria, w prowincji Cosenza.
Według danych na rok 2004 gminę zamieszkiwały 3352 osoby, 152,4 os./km².